# Muxmäuschenstill
Muxmäuschenstill ist ein pseudo-dokumentarischer Film von Marcus Mittermeier, der sich mit dem Widerspruch zwischen eigenem moralischem Anspruch und dessen Durchsetzung durch Selbstjustiz befasst. Das Drehbuch für den aus dem Jahr 2004 stammenden Film verfasste Jan Henrik Stahlberg, der auch die Hauptrolle spielt.

## Handlung
Herr Mux, Anfang 30 und ehemaliger Philosophiestudent, will seinen Mitmenschen auf recht unkonventionelle Weise wieder Ideale und Verantwortungsbewusstsein beibringen.
Im Berliner Großstadtdschungel macht Herr Mux gezielt Jagd auf Temposünder, Schwarzfahrer, Vergewaltiger, Schwimmbadpinkler, Falschparker, Ladendiebe, Graffiti-Sprüher und weitere Straftäter aller Art. Als seine rechte Hand rekrutiert er den etwas unterbelichteten ehemaligen Langzeitarbeitslosen Gerd, der ihn auf „Streife“ stets begleitet und die „Einsätze“ mit einer Videokamera festhält. Neben selbstjustiztypischer Gewalt, die zum Beispiel auf Zurschaustellung, Nötigung und einmal versehentlich sogar auf den Tod (bei einer Flucht auf ein Bahngleis) hinausläuft, berechnet Mux seinen „Kunden“ für diesen „Dienst“ stets eine „Gebühr“ und ergreift „Erziehungsmaßnahmen“, die im Laufe des Films immer brutaler ausfallen.
Bei einem Besuch in einer Bar verliebt Herr Mux sich in die junge Kira, die er später immer „Mäuschen“ nennt. Zwischen den beiden scheint sich bald eine echte Liebe zu entwickeln. Doch die Beziehung scheitert letztendlich an Mux’ endlosen Moralpredigten gegenüber seiner Freundin und seiner eigenartigen Weltanschauung.
Mit der Zeit kann Herr Mux ein bundesweit operierendes, medienwirksames Unternehmen aufbauen. Er ist nach einem Familiendrama sogar in allen Medien präsent und kann zahlreiche Mitarbeiter einstellen. Doch mit der fanatischen Verfolgung seiner Ideale macht Mux sich am Ende selbst zum Mörder: Er erschießt Kira, nachdem er sie auf einer Kirmes beim Oralverkehr mit einem anderen Mann ertappt hat. Der darauffolgende Selbstmordversuch misslingt. Er vergräbt Kiras Leiche mit Gerds Hilfe im Wald, gibt die Leitung des Berliner Standortes an Björn, einen Mitarbeiter, ab und flüchtet mit Gerd Hals über Kopf nach Italien. Dort verunglückt Mux tödlich, als er versucht, sich auf der Landstraße einem Temposünder in den Weg zu stellen. Der Film endet mit einem Monolog von Mux, den er vorher auf Band aufgezeichnet hatte. Er betrifft Gerd, der in dessen Heimatstadt Darmstadt Mux’ Ideen verbreiten soll. Vor dem Abspann sieht man noch einen schwarzen Hintergrund, auf dem in weißer Schrift „Still“ zu lesen ist – als letzter Teil des Titels nach „Mux“ und „Mäuschen“.

## Kritik
„Eine intelligente rabenschwarze Komödie, die das moralische Empfinden brüskiert und kontroverse Diskussionen herausfordert. Zwischen fiktiven und quasi-dokumentarischen Bildern changierend und von überzeugenden Darstellern getragen, zielt der Film letztlich auf eine Kritik an der zeitgenössischen Medienkultur.“

„Dank cleverem Marketing und Mund-zu-Mund-Propaganda wusste sich der Film plötzlich für ein paar Wochen bei Einspielung eines Zigfachen seiner geringen Produktionskosten in den Top Ten der Kinostatistiken zu behaupten. Zu einem Zeitpunkt, als publikumsträchtiges deutsches Kino gerade auf (T)raumschiff Surprise – Periode 1 (2004) zusammengeschrumpft zu sein drohte, stellte sich ihm am Box Office mit Muxmäuschenstill eine subversive kleine Perle entgegen, die über den gegenwärtigen Zustand der Gesellschaft auf intelligente Weise so relativ viel auszusagen wusste.“

## Auszeichnungen
Muxmäuschenstill gewann den Max-Ophüls-Preis 2004 in vier Kategorien und den Deutschen Filmpreis in der Kategorie Bester Schnitt (nominiert außerdem in den Kategorien Bester Film und mit Fritz Roth als Bester Nebendarsteller). Der Film lief sehr erfolgreich auf der Berlinale (Perspektive Deutsches Kino).

## Vermarktung
Vor Filmstart machte der Film durch Guerilla-Vermarktung auf sich aufmerksam. Auf der inzwischen eingestellten Internetseite www.denunziant.com suchte eine Art Bürgerwehr Mitstreiter.

## Theater
Das gleichnamige Schauspiel von Nico Rabenald nach dem Drehbuch von Jan Henrik Stahlberg wurde am 17. September 2005 am Maxim-Gorki-Theater, Berlin uraufgeführt. Die Rechte liegen beim Theaterverlag Whale Songs, Hamburg.